# Simulium horvathi
Simulium horvathi es una especie de insecto del género Simulium, familia Simuliidae, orden Diptera.
Fue descrita científicamente por Enderlein, 1922.